# Mathilde Uhlirz
Mathilde Uhlirz (* 24. April 1881 in Wien; † 20. April 1966 in Graz) war eine österreichische Historikerin für Mittelalterliche Geschichte.

Mathilde Uhlirz war die Tochter des Historikers Karl Uhlirz. Ihr Vater entstammte einer Offiziersfamilie und ihre Mutter aus Wiener Bankenkreisen. Uhlirz studierte in Wien und Graz und war seit 1909 Mittelschullehrerin in Graz. Sie wurde 1913 mit der Arbeit Die Genesis der vier Prager Artikel promoviert. Bereits 1916 beantragte sie als erste Frau in Österreich die Zulassung zur Habilitation. Das Habilitationsgesuch wurde aufgrund der ablehnenden Haltung der Habilitationskommission gegenüber Frauen an der Universität zurückgewiesen. 1916 begann sie das Studium der Klassischen Philologie. 1918 legte sie die Lehramtsprüfung für Latein als Hauptfach ab. 1922 erhielt sie eine Stelle als Lehrerin. 1932 habilitierte sie sich für österreichische Geschichte und Geschichte des Mittelalters an der Universität Graz.
In den Jahren von 1932 bis 1945 lehrte sie an der Universität Graz und wurde dort 1939 zur außerplanmäßigen Professorin der allgemeinen Geschichte des Mittelalters ernannt. Doch hat sie nur wenige Veranstaltungen zur Geschichte des Mittelalters abgehalten. Vielmehr lehrte Uhlirz zur Geschichte des Ersten und Zweiten Weltkrieges. Dem Nationalsozialismus war sie durch deutliche politische Stellungnahmen verbunden, sie trat am 1. Mai 1938 der NSDAP bei (Mitgliedsnummer 6.289.046). Die Jahrbücher des deutschen Reiches zu Otto III. und die Regesten des Kaiserreiches unter Otto III. sind durch ihre umfangreiche Quellenkenntnis bis heute grundlegend für die Ottonenforschung.
Sie wurde Ehrenmitglied des Instituts für Österreichische Geschichtsforschung, ordentliches Mitglied der Südostdeutschen Historischen Kommission und korrespondierendes Mitglied der Gesellschaft für Coburger Heimatkunde. Ihr wurde 1961 das Österreichische Ehrenkreuz für Wissenschaft und Kunst 1. Klasse verliehen. Im selben Jahr erhielt sie die Pro meritis-Medaille der Universität Graz.

## Schriften
- Untersuchungen über Inhalt und Datierung der Briefe Gerberts von Aurillac, Papst Sylvesters II. (= Forschungen und Vorarbeiten zu den Jahrbüchern und Regesten Kaiser Ottos III. Bd. 3 = Schriftenreihe der Historischen Kommission bei der Bayerischen Akademie der Wissenschaften. Schrift 2, ISSN 0568-4323). Vandenhoeck & Ruprecht, Göttingen 1957 (Digitalisat).
- Die älteste Lebensbeschreibung des heiligen Adalbert (= Forschungen und Vorarbeiten zu den Jahrbüchern und Regesten Kaiser Ottos III. Bd. 3 (recte 2) = Schriftenreihe der Historischen Kommission bei der Bayerischen Akademie der Wissenschaften. Schrift 1). Vandenhoeck & Ruprecht, Göttingen 1957.
- Otto III. 983–1002 (= Jahrbücher des Deutschen Reiches unter Otto II. und Otto III. Bd. 2). Duncker & Humblot, Berlin 1954.
- Die Krone des Heiligen Stephan, des ersten Königs von Ungarn (= Forschungen und Vorarbeiten zu den Jahrbüchern und Regesten Kaiser Ottos III. Bd. 1 = Veröffentlichungen des Instituts für Österreichische Geschichtsforschung. 14, ISSN 1012-5752). Stiasny, Graz u. a. 1951.
- Die Genesis der vier Prager Artikel (= Kaiserlichen Akademie der Wissenschaften in Wien. Philosophisch-Historische Klasse. Sitzungsberichte. Bd. 175, Abh. 3, ISSN 1012-487X). Hölder, Wien 1914.